# أزمة الخلافة البرتغالية (1580)
أزمة الخلافة البرتغالية 1580 (البرتغالية: Crise de sucessão de 1580) بدأت هذه الأزمة عام 1578، بعد وفاة الملك الشاب سيباستيان الأول ملك البرتغال في معركة وادي المخزن بسنتين حيث أدت وفاته إلى انقراض سلالة خط الذكور الشرعي، مما دفع بمطالبة العديد من أفراد من لهم نسل بعائلة أفيز بالعرش البرتغالي، مما أدى إلى نشوب صِراع على الخلافة مع المعارك الداخلية والخارجية بين العديد من المدعين للعرش؛ كما لم يتم العثور على جثة الملك سيباستيان قط، وظهر العديد من المحتالين المدعين أنهم الملك الشاب، قبل أن يتمكن فيليب الثاني ملك إسبانيا من السيطرة على البلاد، وتوحيد التيجان البرتغالي والإسباني بما يعرف تاريخياً الاتحاد الإيبيري هو الاتحاد الشخصي والذي استمر لمدة 60 عاماً.

## الكاردينال الملك
أصبح الكاردينال هنريك ملكًا بعد وفاة حفيد أخيه سيباستياو، وكان هنريك في السابق قد شغل منصب الوصاية على سيباستياو الصغير منذ عام 1562 حتى بلوغه، ومن ثَم خلفه في المُلك بعد وفاته في معركة القصر الكبير عام 1578، أراد هنريك التخلي عن الكهنوتية والحياة الدينية وسعى لاتخاذ العروش لاستمرار السلالة، ولكن البابا غريغوري الثالث عشرالذي له علاقات وطيدة مع عائلة هابسبورغ لم يسمح له بذلك، الكاردينال الملك توفي بعد ذلك بعامين دون أن يعين مجلس الوصاية لاختيار خليفته.

## المطالبين بالعرش
كان نبلاء البرتغال ينتابهم قلق حول صون الاستقلال وقد سعوا لطلب المساعدة لإيجاد الملك الجديد، وبحلول ذلك الوقت كان العرش البرتغالي المتنازع عليه من قبل العديد من المطالبين به، وكان من بينهم:
- انفانتا كاثرين، دوقة براغانزا[3]
- رانوتشيو فارنيزي دوق بارما وبياتشنزا [4]
- فيليب الثاني ملك إسبانيا [5]
- أنطونيو، قبل من كراتو [6]
- ايمانويل فيليبير، دوق سافوي[7]

لاحقا وبعد أكثر من نصف قرن تقريباً تم الاعتراف بدوقة براغانزا باعتبارها الوريثة الشرعية من خلال حفيدها الذي حرر البرتغال لاحقاً عام 1640 والذي أصبح يُعرف بجواو الرابع، ومع ذلك كانت في ذاك الوقت واحدةً من عديد الورثة الممَكنين، ووفقاً للعرف الإقطاعي كان أقرب وريث هو رانوتشيو فارنيزي، كونه نجل شقيقتها ماريا التي تكبرها، ويليه إخوته، ثم الدوقة نفسها وأولادها، ومن بعدهم الملك فيليب وكان فيليب الثاني أجنبيا وينحدر من نسل مانويل الأول من ناحية الإناث، أما أنتوني على الرغم من كونه حفيد مانويل الأول من خط الذكور إلا أنه كان غير شرعياً.
كان رانوتشيو فارنيزي يبلغ من العمر 11 عاماً، الأمير وراثي من بارما و بياتشينزا وهو حفيد انفانتي دوارتي من البرتغال الابن الأصغر لمانويل الأول والوحيد من أبنائه الذين نجوا في ذلك الوقت، كان رانوتشيو فارنيزي بحسب العرف الإقطاعي الوريث الأول للعرش في البرتغال بعد وفاة والدته قبل هذه الكارثة بسنوات، ومع ذلك كان والده ألساندرو فارنيزي دوق بارما حليفاً للملك الإسباني المنافس الآخر، لذلك كان ادعاء رانوتشيو ضعيفاً في ذلك الوقت، رانوتشيو أصبح أخيراً دوق بارما وبياتشنزا عام 1592.
بدلاً من ذلك خالته كاترين، دوقة براغانزا ادعيت العرش، كانت متزوجة من ابن خالها جواو الأول دوق براغانزا هو (سليل خط الذكور والحفيد الأكبر لأفونسو الأول دوق براغانزا الذي يعتبر هو الآخر الابن غير الشرعي للملك جواو الأول)، وأيضا هو حفيد الدوق الراحل خايمي من براغانزا، الذي أيضا كان الوريث الشرعي للبرتغال (1500 -1502) بكونه نجل انفانتي إيزابيلا الشقيقة الكبرى لمانويل الأول، كان لهما ابناً وهو الدوم تيودوسيو الثاني دوق براغانزا، بحيث اعتبر ادعاء الدوقة قوياً نسبياً، وكما تم تعزيز موقفها من قبل زوجها، وعلاوة على ذلك كانت الدوقة من الذين يعيشون في البرتغال على عكس بقية المدعين، وأيضا كانت تبلغ من العمر 40 عاماً حيث يعتبر سناً مناسباً آنذاك، ولكن كونها امرأة (في البرتغال لم تكن الملكة المعترفة بها عموماً مسبوقاً) وأيضا بكونها الابنة الثانية، وبالتالي رتبت القائمة مطالب بشكل نسبي.
بحسب العرف الإقطاعي القديم، فإن ترتيب خط خلافة العرش البرتغالي كان:
1. رانوتشيو فارنيزي دوق بارما وبياتشنزا وإخوته إدواردو ومارغريتا·
2. انفانتا كاتارينا دوقة براغانزا وأبناؤها·
3. فيليب الثاني ملك أسبانيا وأبناؤه·
4. ماريا إمبراطورة الرومانية المقدسة شقيقة فيليب، وأبناؤها·
5. إيمانويلي فيليبير دوق سافوي وأولاده (هو ابن بياتريس ابنة مانويل الأول الصغرى)·

## أنتوني وفيليب
أنطونيو من كراتو (1531-1595) كان المطالب بالعرش البرتغالي خلال أزمة عام 1580 وفقاً لبعض المؤرخين يعتبرونه ملك البرتغال (خلال فترة قصيرة عام 1580 في البر الرئيسي، وبعد عزله حتى عام 1583 في جزر الأزور)، يعتبر أنتوني ابن انفانتي لويس (1506-1555) غير الشرعي، وبالتالي هو حفيد الملك مانويل الأول، بسبب عدم شرعيته فإن دعواه بالعرش كانت ضعيفة وبالتالي اعتُبر باطلاً، وفي أعقاب وفاة الملك سيباستياو قام أنتوني بطرح دعواه ولكن تم التغاضي عنها لصالح عمه الكاردينال هنريك، وفي يناير 1580 اجتمع كورتيس جيريس في آلميريم لحل مشكلة خلافة الكاردينال الملك هنريك، بحيث عُين مجلس الوصاية من قبل خمسة أعضاء.
تمكن فيليب الثاني ملك إسبانيا من جلب الطبقة الأرستقراطية إلى المملكة في تقديم دعمه، بقيامه باتحاد شخصي مع إسبانيا الذي من شأنه أن يكون مربح للغاية بالنسبة للبرتغال في ذاك الوقت بحيث كانت تعاني من أزمة مالية، في حين حاول أنتوني إغواء الشعب من أجل قضيته، بحيث قارن الوضع الراهن بأزمة 1383-1385، ففي السابق ملك قشتالة كان يحتاج إلى رابطة الدم في وراثة العرش البرتغالي، فبدلا من ذلك ادعى حقه من خلال زوجته البرتغالية، فكان جواو الأول الابن غير الشرعي لملك بيدرو الأول قد أكد حقه في العرش بعد معركة ألجوباروتا التي انتهت بانتصاره، وأيضا اعتبَره كورتيس كويمبرا عام 1385 ملكاً.
في 24 يوليو 1580 أعلن أنتوني نفسه ملك البرتغال في شنترين وتم الاعتراف به في عدة مدن في أنحاء البلاد؛ واستمرت حكومته المحلية لمدة 20 يوماً، حتى هزم في معركة ألكانترا من قبل جيوش هابسبورغ بقيادة دوق ألبا بعد سقوط لشبونة أصبح مخلوعاً وبدأ يحكم البلاد من جزيرة تيرسييرا في جزر الأزور، حيث أسس حكومة في المنفى حتى 1583؛ فبعض الكتاب يعتبرونه العاهل الأخير من السلالة بدلًا من الكاردينال الملك هنريك والملك الثامن بعد العشر للبرتغال، واعترفت بحكومته في جزيرة تيرسييرا فقط في جزر الأزور، بينما في البر الرئيسي وفي جزر ماديرا السلطة كانت تمارس من قبل فيليب الأول الذي كان ملك في 1580 باسم فيليب الأول ملك البرتغال ومعترف بها ملكًا رسميًا من قبل «كورتيس تومار» عام 1581، وقد أجريت انتخابات الملك الجديد على شرط أن تبقى المملكة وأقاليمها فيما وراء البحار منفصلة عن إسبانيا والحفاظ على قوانينها وبرلماناتها الخاصة بها. بعد هزيمته في جزر الأزور فر أنتوني نحو المنفى في فرنسا العدو التقليدي لهابسبورغ، وحصل على دعم إنجلترا الحليف القديم، جرت محاولة لغزوه عام 1589 من قبل السير فرانسيس دريك في قيادة ما يسمى أرمادا الإنجليزية ولكن انتهت بالفشل ثم تابع أنتوني القتال حتى وفاته.

## العواقب الأخيرة
هناك من يطعن في مسألة ما إذا كانت البرتغال قد غُزيت في الواقع من قبل إسبانيا، ولكن فيليب الثاني كان مدعي للعرش في ذاك الوقت، ولكن كما هو الحال مع العديد من صراعات الخلافة أخرى، وفي أية حال كانت الحياة يسودها الهدوء والسكينة تحت إمرة الملوك هابسبورغ الأوليين؛ بحيث أعطيت مناصب ممتازة للنبلاء البرتغاليين في البلاط الإسباني، وحافظت البرتغال على قوانينها مستقلة وعلى عملتها وحكومتها، وأيضا كان هناك اقتراح في أن يتم نقل عاصمة الإمبراطورية إلى لشبونة، ومع ذلك فإن ثروة البرتغال أصبحت تتناقص تدريجيًا، على الرغم من أنها كانت دولة مستقلة، إلا أن المستعمرات البرتغالية تعرضت لهجوم متواصل من أعدائها، وخاصة من هولندا وإنجلترا الحليف القديم، وبعد ستين عاماً من هذه الأحداث جواو الثاني، دوق براغانزا (1603-1656) قبل بالعرش الذي قدمه له نبلاء البرتغال، الذي كان محبطاً تحت حكم هابسبورغ، ليصبح جواو الرابع من البرتغال حفيد كاتارينا دوقة براغانزا التي ادعيت العرش في 1580 وابن تيودوسيو الثاني، دوق براغانزا (الذي توفي مجنوناً عام 1630) بحيث نفذ انقلاب في 1 ديسمبر 1640 ضد الملك فيليب الثالث من البرتغال، كذلك كان هناك العديد من المحتالين الذين ادعوا أنهم الملك سيباستياو بأشكال مختلفة في أعوام 1584 و1585 و1595 و1598. «السبستيانيزم» أسطورة أن الملك الشاب سيعود إلى البرتغال في يوم ضبابي استمرت لسنوات، وكان حتى في القرن التاسع عشر.